# Charles Cornic
Pour les articles homonymes, voir Cornic.
Charles Cornic du Chesne, né le 5 septembre 1731 à Morlaix, paroisse Saint-Martin dans le Finistère et mort le 12 septembre 1809 dans la même ville, était un marin français du XVIIIe siècle, qui fut corsaire.

## Biographie

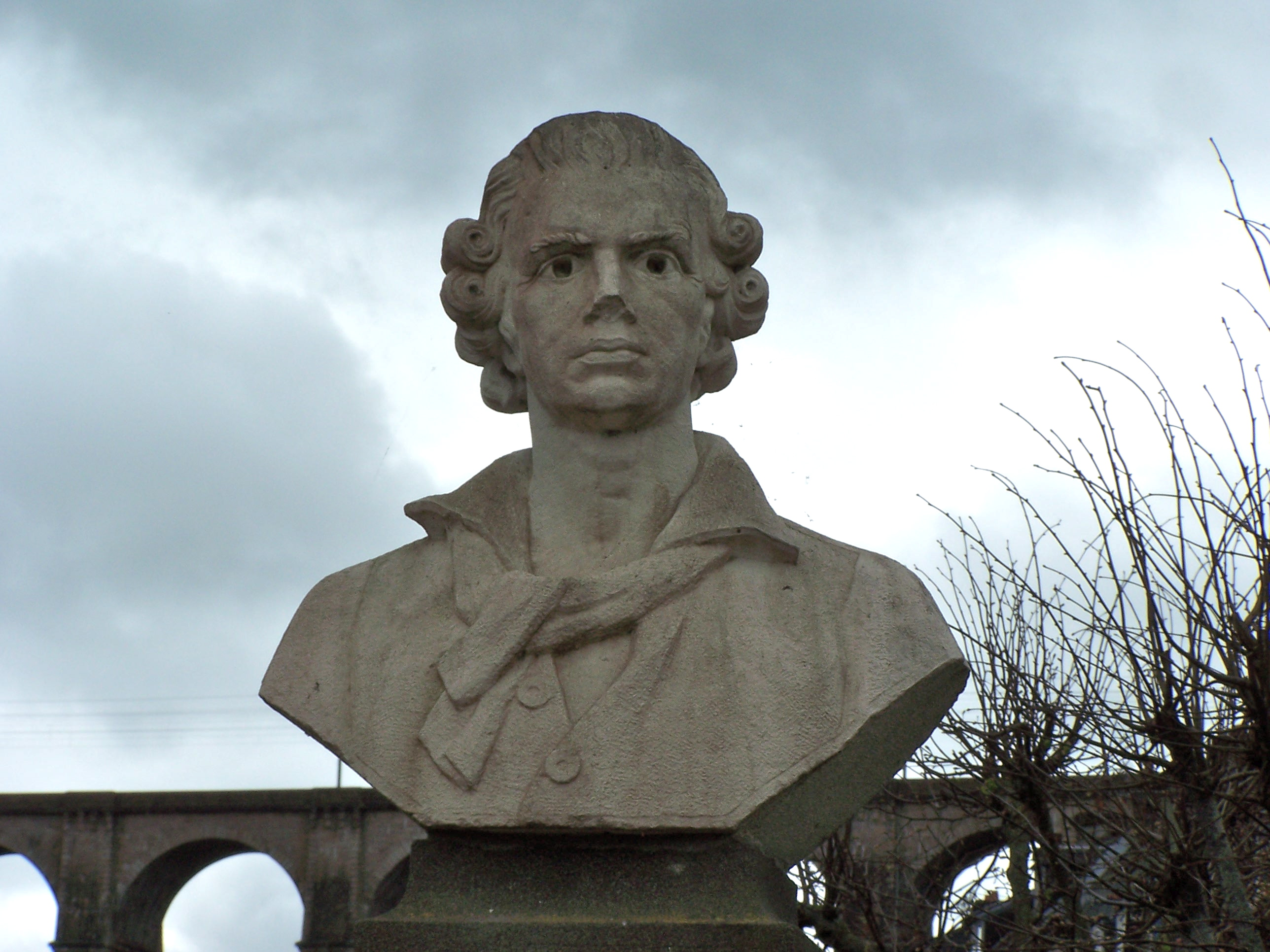
Buste de Charles Cornic à Morlaix.

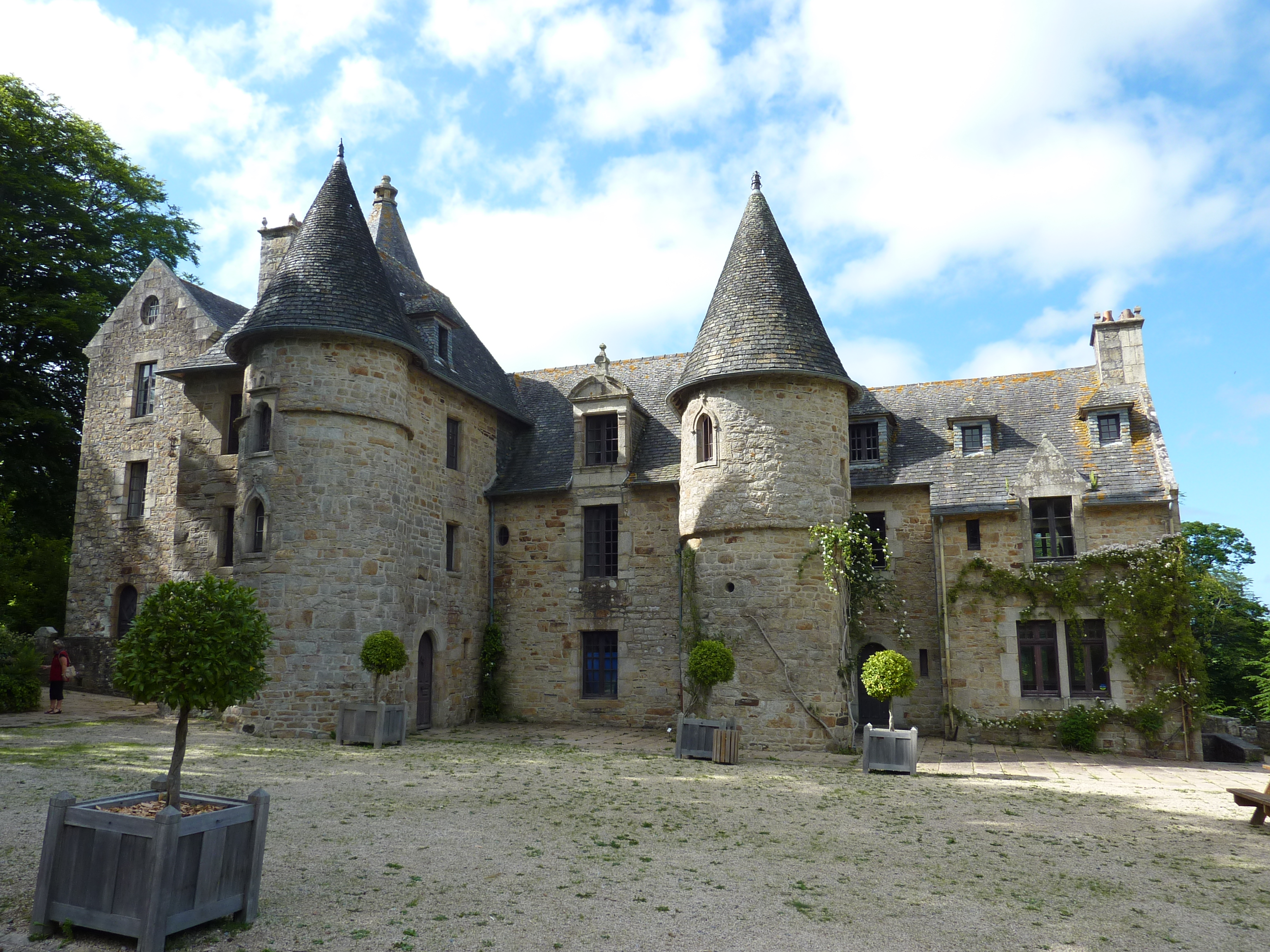
Le château de Suscinio, maison acquise en fin de XVIIIe siècle par Charles Cornic, façade sud

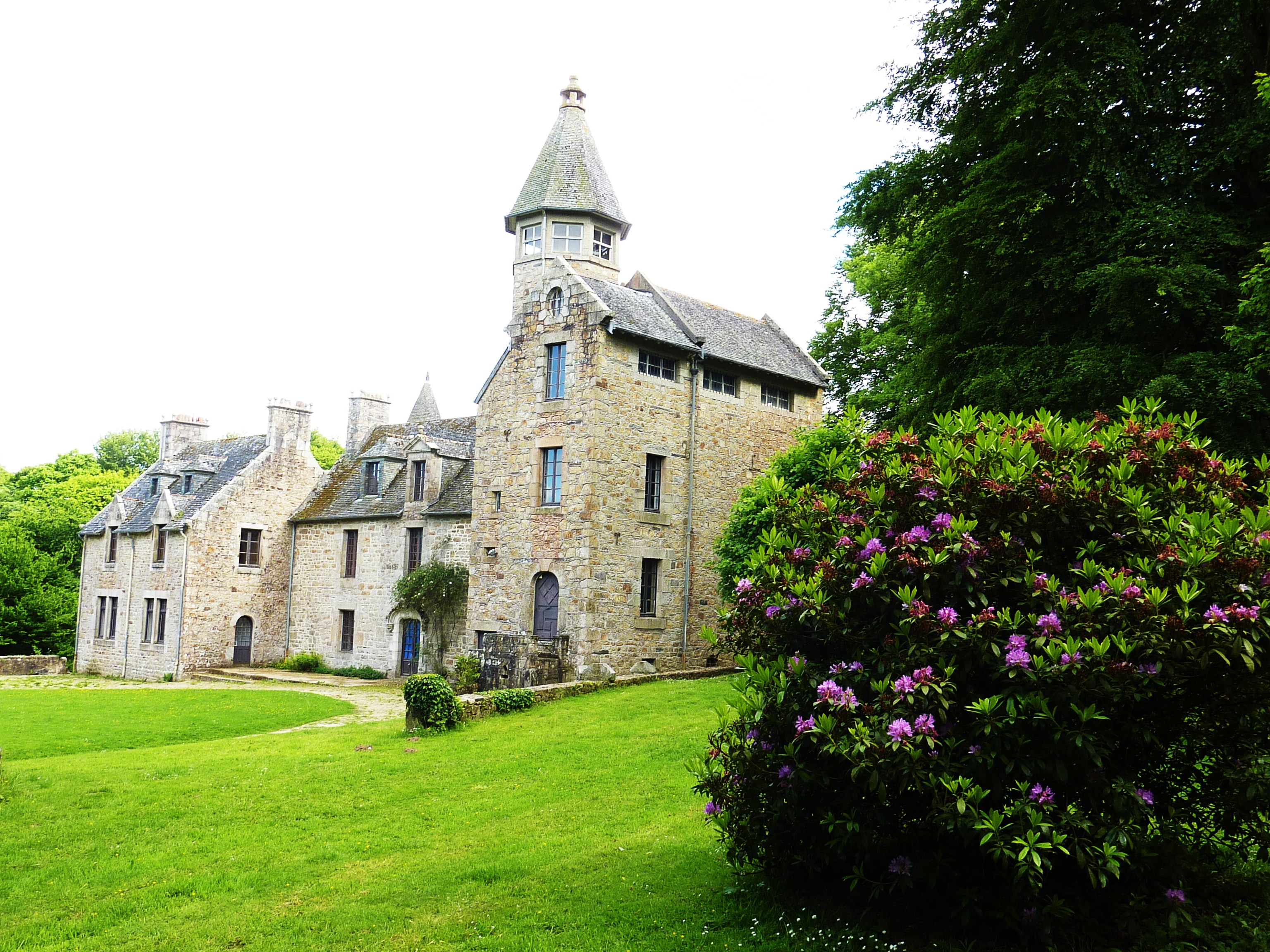
Le château, façade nord

Né en 1731 à Morlaix et fils d'un armateur navigant (famille originaire de l'Île de Bréhat), il est mousse sur les bateaux de son père, notamment sur La Comtesse de La Marck en 1745 commandé par le corsaire morlaisien Nicolas Anthon, et fait la pêche à Terre-Neuve. Il est mort à Morlaix en 1809.

### Corsaire pendant la guerre de Succession d'Autriche
Sur le corsaire La Paix, il est fait prisonnier le 4 juillet 1747 et n'est libéré qu'en novembre 1748. 
Après la fin de la guerre de Succession d'Autriche, il navigue de nouveau vers Terre-Neuve sur l'Amable Reine (1751) et sur la Providence (1754).

### Corsaire pendant la Guerre de Sept Ans
Entre 1756 et 1763, mobilisé dans la Marine royale comme pilotin (jeune marin apprenti faisant office de pilote) sur l'Opiniâtre à destination de Québec en 1755, il commande ensuite le corsaire l'Agathe, un navire mis au rebut et dont il parvint à faire un excellent voilier, et reçoit le grade de lieutenant de frégate pour avoir forcé le blocus britannique et amené à Brest du chanvre de Hollande. En 1757, il prend le commandement de la corvette de 12 canons La Cigogne, puis, nommé capitaine de frégate, l'année suivante celui de la frégate de 30 canons La Félicité et combat plusieurs vaisseaux anglais au large de Brest, coulant le Rumbler, luttant corps à corps avec la Tamise et combattant aussi l'Alcide. Bien que son navire soit mal en point, il refusa de se rendre, parvint à gagner l'Île de Molène où il répara ses avaries les plus graves avant de regagner Brest le 25 juin 1758. Il reçoit le grade de capitaine de brûlot. 
À la paix, il retourne au commerce et commande différents bâtiments à destination de Lisbonne, de Cadix et de Saint-Domingue.

### Guerre d'Indépendance américaine
Pendant la guerre d'Amérique, il commande successivement plusieurs petits bâtiments de la Royale (le Serin) ou corsaires (le Jeune Henri). 
A la paix, il sert à l'inscription maritime à Morlaix puis Tréguier et se consacre surtout à relever les plans des rades et des côtes de Bréhat à Roscoff. 

### Amiral pendant la Révolution
(Paragraphe non fiable à corriger avec des pincettes, il y a une grosse confusion entre la vie de Charles Cornic dit Duchesne et son cousin germain Pierre-François Cornic-Dumoulin qui lui était l'amiral en question dans ce paragraphe.) 
Au début de la Révolution, il se rallie aux idées nouvelles et assume des fonctions politiques et maritimes à Morlaix.
Il est rappelé dans la marine de l'État le 10 avril 1793 comme capitaine de vaisseau. Dès octobre 1793, il est nommé contre-amiral par Jeanbon Saint André. Lui est alors confiée la petite escadre formée à Saint-Malo en vue d'une attaque sur Jersey (qui n'eut pas lieu) puis destinée à rejoindre l'escadre de Villaret-Joyeuse lors de la campagne de Prairial An II; il ne quitta pas le port en raison du blocus exercé par la Royal Navy.
Commandant les forces navales de la Manche en 1795, il est nommé vice-amiral en octobre. Le considérant comme douteux, le Directoire toutefois annule sa promotion et le suspend pour « incivisme » le 8 janvier 1798. Il est mis en retraite peu après et se retire au manoir de Suscinio en Ploujean. Il meurt, en 1809, quai du Finistère à Morlaix.